# أكيرا فوجيتا
أكيرا فوجيتا (باليابانية: 藤田明؛ بالكانا: ふじた あきら) هو سباح ياباني، ولد في 1908 في هيروشيما في اليابان، وتوفي في 29 مايو 2001 في ميناتو في اليابان.

## وصلات خارجية
- أكيرا فوجيتا على موقع أوليمبيديا (الإنجليزية)